# ザ・トゥナイト・ショー・ウィズ・ジェイ・レノ

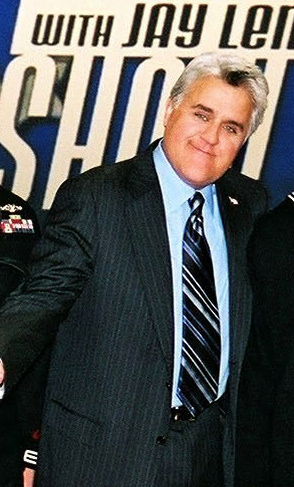
司会のジェイ・レノ

『ザ・トゥナイト・ショー・ウィズ・ジェイ・レノ』（The Tonight Show with Jay Leno）は、アメリカNBCで1992年5月25日から2009年5月29日まで、および2010年3月1日から2014年2月6日まで放送された深夜トーク・バラエティ番組。1992年5月25日、『ザ・トゥナイト・ショー』3代目司会者ジョニー・カーソン降板3日後に4代目として放送が開始された。ジェイ・レノが司会を務め、カリフォルニア州バーバンクのNBCスタジオで収録され、月曜から金曜まで東部標準時および太平洋標準時で23:35から、中部標準時および山岳部標準時で22:35から放送されていた。3代目ジョニー・カーソンや2代目ジャック・パールの番組と違い、ゲスト司会者は1度きりでレノ自身がシリーズの司会を務めていた。
1999年4月26日、高精細度テレビジョン放送1080iでの放送が開始され、アメリカで夜間のトーク番組として高精細度テレビジョン放送された初の番組となった。なお画面アスペクト比は16:9である。
CBSで同時間帯に放送されている『レイト・ショー・ウィズ・デイヴィッド・レターマン』と人気を二分していた。オープニングやそれに続くコメディ、インタビューなど様々なコーナーは先代からのフォーマットを受け継ぎ、その後後任の5代目司会者コナン・オブライエンに引き継がれた。2009年5月29日、レノは番組を降板し、同年6月1日より後任にコナン・オブライエンが就任した。2009年9月14日からレノは『ザ・トゥナイト・ショー・ウィズ・ジェイ・レノ』と似たフォーマットで同じNBCで東部標準時22:00から『ジェイ・レノ・ショー』をスタートした。
2009年6月1日に放送開始した『ザ・トゥナイト・ショー・ウィズ・コナン・オブライエン』も『ジェイ・レノ・ショー』もNBCが期待していたほど視聴率は伸びなかった。NBCはオブライアンの番組放送開始時間から短縮版30分のレノの番組を放送することとし、オブライアンの番組はその後から開始されることと決定した。2010年1月22日、この決定に反対したオブライアンは降板し、2010年11月8日よりTBSで自身のトーク番組『Conan 』を開始した。オブライアンが降板したことで、2010年3月1日から6代目として再びジェイ・レノの司会で放送を再開していた。そしてソチオリンピック開会式前日の2014年2月6日で終了することが発表され、『ジェイ・レノ・ショー』を含めた22年の歴史に幕を下ろした。2014年2月17日よりジミー・ファロンが引き継ぎ、『ザ・トゥナイト・ショー』として1972年以降初めてニューヨークから放送される。

## 経緯

### カーソンの後任
1992年、ジョニー・カーソンは『ザ・トゥナイト・ショー』を降板することとなった。『ザ・トゥナイト・ショー』の後の時間帯に放送されていた『レイト・ナイト・ウィズ・デイヴィッド・レターマン』の司会者デイヴィッド・レターマンがより早い時間の『ザ・トゥナイト・ショー』に出演を希望していただけでなく、カーソンの番組でレノがゲスト司会者を数年務めていたにも関わらず多くの人々からもレターマンが『ザ・トゥナイト・ショー』を引き継ぐのが自然だと考えられていた。1992年5月22日、後任にジェイ・レノが就任した。レターマンはNBCを離れ、CBSで『レイト・ナイト・ウィズ・デイヴィッド・レターマン』より早い時間で『ザ・トゥナイト・ショー』と同じ時間帯の『レイト・ショー・ウィズ・デイヴィッド・レターマン』に出演する決心をした。レターマンが去った後、コナン・オブライアンが『レイト・ナイト・ウィズ・コナン・オブライエン』に出演することになった。カーソン自身も以前からレターマンを気に入っており、レノの『ザ・トゥナイト・ショー』最終年にライバル番組であるCBSの『レイト・ショー・ウィズ・デイヴィッド・レターマン』にカーソンが出演した際、レノについて全く言及せずに通常通りの放送が行なわれた。

### 『ザ・トゥナイト・ショー・ウィズ・ジェイ・レノ』最初の降板
2004年9月27日、『ザ・トゥナイト・ショー』は50周年を迎え、NBCは2009年にジェイ・レノの後任にコナン・オブライアンが就任することを発表した。レノはカーソン降板時に自身が経験したような交替劇を繰り返したくはないと語った。
2008年7月21日、『ザ・トゥナイト・ショー・ウィズ・ジェイ・レノ』の最終回が2009年5月29日金曜日になり、コナン・オブライアンとジェームス・テイラーがゲスト出演することが発表された。最終回翌週の2009年6月1日月曜日からコナン・オブライアンの番組が開始した。
2008年12月9日、2009年9月より東部標準時で22:00から『ジェイ・レノ・ショー』が放送されることが発表された。2010年2月9日、『ジェイ・レノ・ショー』は短命で終わった。

### 『ザ・トゥナイト・ショー・ウィズ・ジェイ・レノ』への復帰
2010年1月7日、複数のメディアが2010年3月1日から『ジェイ・レノ・ショー』が東部標準時および太平洋標準時の平日22:00から23:35に、『ザ・トゥナイト・ショー・ウィズ・コナン・オブライアン』が23:35から24:05に変更されると報じた。2010年1月12日、オブライアンは、NBCが低視聴率を理由に『ジェイ・レノ・ショー』を23:35に、『ザ・トゥナイト・ショー』を24:05に移動するのであれば自分はNBCを離れると公式に声明を出した。数日間におよぶ交渉の後、2010年1月22日で『ザ・トゥナイト・ショー・ウイズ・コナン・オブライアン』を終了し、オブライアンはNBCを離れることで合意した。
2010年1月21日、NBCはジェイ・レノが『ザ・トゥナイト・ショー』に復帰することを発表した。ジェイ・レノにとって2回目の『ザ・トゥナイト・ショー・ウィズ・ジェイ・レノ』がバンクーバーオリンピック後の2010年3月1日より放送開始された。番組は『ジェイ・レノ・ショー』と同じバーバンクのステージ11で収録され、『ジェイ・レノ・ショー』と似たセットおよびテーマ曲が使用されている。2010年4月12日、バンドリーダーであるケビン・ユーバンクスはジェイ・レノと共に18年間出演した『ザ・トゥナイト・ショー』を5月28日で降板することを発表した。後任には『アメリカン・アイドル』元音楽監督リッキー・マイナーが就任した。マイナーは就任後新しいメイン・テーマを作曲した。
2010年7月1日、『バラエティ』誌はジェイ・レノ復帰後の『ザ・トゥナイト・ショー』が1992年以降最低の視聴率であることを報じた。2010年9月まで『ザ・トゥナイト・ショー・ウィズ・ジェイ・レノ』は『ザ・トゥナイト・ショー・ウィズ・コナン・オブライアン』よりも視聴率が下がってしまった。NBCの視聴率専門家のTom Bierbaum は司会者が時代に合っておらず、オブライアンとレノとの交替劇が影響しているとし、視聴率低下は「全く驚くべきことではない」と語った。2010年10月、レノが復帰して初めて裏番組のデイヴィッド・レターマンが視聴率で追い抜いた。2011年5月までにレノの『ザ・トゥナイト・ショー』は視聴率で巻き返し、以降持続している。しかしながら2012年8月まで『ロサンゼルス・タイムズ』紙は『ザ・トゥナイト・ショー』はいくつかの問題を抱えており、その最大のものはNBCの経済危機であると報じた。レノは給料の減額を申し出たが、少なくとも24名のスタッフが解雇された。2013年3月、レノの現在の契約が切れる2014年に、オブライアンの後任で『レイト・ナイト・ウィズ・ジミー・ファロン』の司会のジミー・ファロンがレノの後任となり、40年ぶりにニューヨークで収録されるようになるのではないかとの噂が浮上した。2013年5月13日、NBCは正式にファロンがレノの後任となり、セス・マイヤーズがファロンの後任となることを発表した。
2014年2月6日、『ザ・トゥナイト・ショー・ウィズ・ジェイ・レノ』の最終回が放送された。NBCとの契約により、スタッフは2014年9月まで給料が支払われることになった。2月7日にNBCで放送されるソチオリンピック開会式の前日に番組が終了した。2月17日よりジミー・ファロンによる『ザ・トゥナイト・ショー』が放送開始される。

## プロダクション

### バンドリーダー
1992年から1995年、ブランフォード・マルサリスがバンドリーダーを務めていたが、番組での自分の役割に不満を持ち降板した。マルサリスのバンドのギター奏者であったケヴィン・ユーバンクスが次期バンドリーダーとなり、『ザ・トゥナイト・ショー』および『ジェイ・レノ・ショー』に出演していたが、2010年に個人的理由により降板した。『アメリカン・アイドル』の元音楽監督であるリッキー・マイナーがユーバンクスの後任に就任した。

## 出演者
- 司会：ジェイ・レノ（Jay Leno）
- アナウンサー：ジョン・メレンデス（John Melendez）
- トゥナイト・ショー・バンド・リーダー：ケビン・ユーバンクス（Kevin Eubanks）
- BGM：トゥナイト・ショー・バンド
- ゲスト：セレブリティ

## コーナー
- Headlines：レノ自ら選んだ面白記事を紹介する。
- JAYWALKING：レノがスタジオの外へ飛び出しての人々会場に街頭インタビューを行う（インタビューしている人に対してクイズを出すこともある）。このコーナーでインタビューされた人の中から3名を選びスタジオに呼ぶ特別企画も放送されたことがある。「Jaywalk」とは歩行者横断禁止を違反すること。
- Sidewalking：JAYWALKINGとは異なり、道の真ん中にマイクを置き、通りがかりの人々に一発芸を披露してもらう、というコーナー。「Sidewalk」とは歩道のこと。

## エピソード
- 1995年7月10日、ヒュー・グラントが前月の猥褻行為による逮捕後初めてのテレビ出演となった。レノは「一体何考えてたの」と質問し、グラントは「人生にはやっていいことと悪いことがあって、私は悪いことをしてしまった…後は知っての通り」と応えた。裏番組のレターマンを視聴率で抜いた初めての放送となった[30]。
- 1995年11月30日、1992年と1993年に高視聴率となったハワード・スターンが再度ゲスト出演した。ビキニを着たポルノ女優のニッキー・タイラーとジャニーン・リンデマルダーを伴い、『ザ・トゥナイト・ショー』史上初のレズビアンによるキス・シーンを放送しようと企て、レノにこの女性のうち1人を叩かせようとした。3名は他のゲストであるジーン・シスケルとロジャー・イーバートが登場しても居座り続け、スタンは女性のうち1人のつま先を吸って大騒ぎをした。この間レノは居心地悪そうにし、ハワードに「編集でカットされるよ」と再三語り、ハワードの行為により落ち着かない観客の前でレノは仕切りにシスケルとイーバートへのインタビューを続けようとした。数時間後のオンエアでは編集されていたが、翌朝のスタンの番組『ハワード・スタン・ショー』によるとレノは番組が終わる前にセットから出て行ってしまった[31]。このような状況にも関わらず、レノは翌朝のハワードの番組に出演し、レノはハワードが「やり過ぎたため出て行った」のだと主張した。ハワードはレノに「そんなにピリピリするな」、「本物の」リアクションが素晴らしかったと語った。ハワードはレノがプロデューサーのゲイリー・デラベイトに対し怒号を浴びせていたと詳述したが、レノはこれを否定しながらもハワードに対し怒りを覚えたことは認めた[32]。
- 2000年9月、カリフォルニア州の電力不足により『ザ・トゥナイト・ショー・アンプラグド』と題し、暗闇の中でろうそくと懐中電灯のみで放送した。
- 2001年9月11日に起こったアメリカ同時多発テロ事件の後、他の番組同様1週間放送を見合わせた。事件後初の放送では通常のオープニング・クレジット無しでアメリカの国旗を映した静かなオープニングで始まった。レノはこの事件で亡くなった人々および消防士、警察官、救急隊へのトリビュートを捧げた。レノはいつも通り政治を風刺すべきか自問したが、世界中が震撼するニュース報道の合間にひと時の休憩になることを望んだ。ジョン・マケイン議員およびバンドのクロスビー、スティルズ、ナッシュがゲスト出演した。またレノはこの事件の被害者支援組織のサポートのためのオークションを開催し、セレブリティにハーレーダビッドソンにサインを書いてもらい、自身も放送時間内にサインをして出品した。事件からしばらく経ち、オープニングでの音楽ゲストの紹介とレノの挨拶の間に大きな国旗が映し出されるようになった。
- 2003年5月12日、レノとケイティ・クーリックはそれぞれの役割を交替し、レノが『トゥデイ』、クーリックが『ザ・トゥナイト・ショー』の司会を務めた。レノがゲスト司会者を迎えたのはこの1回きりである[33]。この日のゲストはマイク・マイヤーズとサイモン・コーウェルであった。
- 2003年8月6日、俳優のアーノルド・シュワルツェネッガーが出演し、グレイ・デイヴィス知事に対抗しリコール選挙に出馬することを表明した。10月7日、シュワルツェネッガーが当選した。
- 2005年1月24日、前日に亡くなった先代司会者ジョニー・カーソンの追悼特別放送を行なった。オープニング・クレジットでのゲスト紹介は、ゲストが『ザ・トゥナイト・ショー・スターリング・ジョニー・カーソン』に出演した際の写真によりシンプルに行なわれ、レノによる冒頭の挨拶ではカーソンへの追悼の言葉が述べられた。通常のネタのコーナーは放送されなかったが、コマーシャル前にカーソンの番組で放送されたコーナーをレノが行なった。この時のゲストはカーソンと仕事上の付き合いがあった人々、カーソンの番組に出演したことのある人々としてエド・マクマホン、ドリュー・キャリー、ドン・リックルズ、ボブ・ニューハートが出演した[34]。
- 2006年7月20日、コリン・ファレルがレノとの対談撮影中、彼のストーカーであるデサリア･ブラッドフォードが警備をくぐり抜けてステージに上がりファレルに対峙してレノの机の上に彼女の本を投げつけた。観客は驚きのあまり静まりかえり、ファレルは彼女をステージ下にエスコートし、撮影をやめさせ、彼女を警備員に引き渡した。彼女はスタジオを出る際「裁判所でまた会うことになるわ」と叫んだ。ファレルは「君は正気とは思えない」とだけ応えた。スタジオ外でNBCの警備員はバーバンク警察に彼女を引き渡したがその後釈放された。撮影再開前、レノは皮肉をこめて「NBCの警備員に拍手を」と観客に言った。ファレルは観客に謝罪後ブラッドフォードを「僕の初めてのストーカー｣と説明し、その後撮影は再開され、その夜の放送ではこれらは編集でカットされた[35]。裁判でファレルはブラッドフォードに接近禁止命令を要求した[36]。
- 2007年11月-2月の全米脚本家組合（WGA）のストライキの期間中、スタッフなどの給料をレノが自己負担した。途中でレノから給料が支払われていないとスタッフから非難の声が挙がったが、レノはすぐさま釈明し給料を支払った[37]。番組は2008年1月2日、ストライキ継続中、レノ自身が台本を書き、『ジミー・キンメル・ライブ!』、『レイト・ナイト・ウィズ・コナン・オブライアン』同様に脚本家なしで再開した。これはWGAによりデイヴィッド・レターマンのプロダクション会社Worldwide Pants Incorporated とCBS Television Studios が『レイト・ナイト・ウィズ・デイヴィッド・レターマン』と『ザ・レイト・レイト・ショー・ウィズ・クレイグ・ファーガソン』の放送を許可されたことを受けてのものであった[要出典]。これにWGAがストライキのルールに反すると反発したが、レノは組合のルールに従っていると主張。WGAとNBCの間でも意見が食い違っている[38]。この時のレノのゲストであった大統領選候補マイク・ハッカビーはWGAのピケッティングを批判した[39]。翌週ハッカビーはアイオワ州党大会で選出された[40]。
- 2007年7月24日、冒頭の挨拶はレノではなくアニメ『ザ・シンプソンズ』のホーマー・シンプソンが行なった。シンプソンは同じくアニメの観客を退屈させ、レノにより退場させられる。これは『ザ・シンプソンズ MOVIE』のプロモーションであった。
- 2008年6月13日、レノは冒頭の挨拶でジャーナリストのティム・ラザートが亡くなったことを告げ、古い仲間であったラザートを追悼する時間を設けた。その後気を取り直し通常の番組に戻った。
- 2009年3月19日、バラク・オバマが出演した。これが夜のトーク番組にアメリカ合衆国大統領が出演した最初となった。レノがオバマのボウリングの腕をからかった所、オバマはスペシャルオリンピックスを引き合いに出し非難を受けた[41]。
- 2010年3月1日、番組復帰後初の放送では『ジェイ・レノ・ショー』のテーマ曲をアレンジした曲を使用し、『ジェイ・レノ・ショー』と同じステージ11を改修して収録された。この日のゲストはジェイミー・フォックス、アルペンスキーのオリンピック金メダリストであるリンゼイ・ボン、音楽ゲストにブラッド・ペイズリーであった。レノが新しい机を探すコーナーを放送した[42]。
- 2010年11月18日、ジョージ・W・ブッシュ元大統領が退任後初めて夜のトーク番組に出演した[43]。
- 2010年11月23日、元バンドリーダーのケヴィン・ユーバンクスが新しいアルバム『Zen Food 』のプロモーションのため出演した。
- 2011年3月2日、放送4,000回を迎えた。
- 2013年2月21日、元バンドリーダーのケヴィン・ユーバンクスが新しいアルバム『The Messenger 』のプロモーションのため出演し、対談および演奏を行なった。
- 2013年12月11日、元バンドリーダーのケヴィン・ユーバンクスが『Meal or No Meal 』の審査員として出演した。
- 2014年2月6日、最終回。ゲストは1992年初回ゲストのビリー・クリスタル、カントリー歌手のガース・ブルックス。ブルックスは感動的な曲『The Dance 』、番組終了直前に『Friends in Low Places 』を演奏して盛り上げた。数々のセレブリティがVTRで登場し、オバマ大統領はレノに南極大陸大使を依頼し「暖かいコートを用意した方がいい」と語った。クリスタルは『サウンド・オブ・ミュージック』の『さようなら、ごきげんよう(So Long Farewell )』を歌い始め、オプラ・ウィンフリー、ジャック・ブラック他数々のゲストが替え歌を歌いながら登場した。最後の挨拶でレノは「私は世界一幸せな男だ」と語った[44]。

## 備考
- この番組で放送された内容の一部が、ABCの朝の情報番組、グッド・モーニング・アメリカでよく取り上げられたことがある。